# التنديل (مسلسل)
التنديل هو مسلسل كويتي يتناول حقبة تاريخية من تاريخ الكويت، والتنديل هي كلمة كويتية تعني رئيس أو مراقب العمال.
سنة العرض 2008.

## ملخص أحداث المسلسل
يتناول المسلسل قصة رجل عصامي كون نفسه من خلال العمل في البحر وأصبح تاجرًا كبيرًا. وفي ذلك الوقت كانت السفن شراعية «أبوام»، وكان البحارة أحياناً بفعل الرياح يعجزون عن مغادرة بومباي أو بلدان أخرى مدة ستة أشهر أو أكثر، ما يسبب في إفراغهم من النقود وفي التفتيش عن مصدر لسد حاجتهم. والتنديل هو مثال للبحارة وقدوة لهم، يعمل لدى الهنود و«هب ريح» فأطلقوا عليه اسم «تنديلو» وأصبح رفاقه ينادونه بالتنديل ثم لقِّب بعائلة التنديل.
تدور أحداث المسلسل حول جاسم التنديل وأولاده وكيف غدر به الزمن بعدما كان غنياً له وزنه وثقله بين التجار. يُمنى بخسارة مالية عندما يحترق «المحمل» الذي يحتوي على بضاعته فتغرق البضاعة ويموت البحّارة وتتردى أوضاعه المادية وتنعكس على حياته وأولاده وأقربائه. يحاول تجار السوء محاربته وإذلاله وتحطيم معنوياته كونه رجلاً معروفاً في المجتمع، لكنه يواجه الصعوبات بحنكة وحسن تدبير.

## طاقم العمل
- قصة: تأليف فالح الهاجري، سيناريو وحوار فايز العامر.
- إخراج: محمد دحام الشمري.
- مخرج مساعد: سلطان خسروه.
- مخرج منفذ: جمعان الرويعي.
- إنتاج: تلفزيون الكويت، منتج منفذ: مركز الفنون.
- مدير الإنتاج: حسن السلمان.
- بطولة: عبد الحسين عبد الرضا، عبد العزيز جاسم، جاسم النبهان، إبراهيم الحربي، عبد المحسن النمر، علي البريكي، هيا الشعيبي، حمد ناصر، ليلى السلمان، أحلام حسن، شيماء سبت، عبير الجندي، ملاك، مها حميد، فهد العبد المحسن، حسن عبد الرسول، شهاب حاجيه، يعقوب عبد الله، نواف الشمري، خالد الحربي، عبد الله التركماني، أسامة المزيعل، عبد الله البدر، مبارك سلطان، مصطفى أشكناني، طاهر النجادة، عبد الله غلوم، محمد الشطي.
- المقدمة الغنائية: كلمات ساهر، الألحان والموسيقى التصويرية د. عامر جعفر، غناء الفنان حسين جاسم.
- أزياء: خلود بو سويهي.
- اكسسوار: عبد العزيز السيار.

## العرض الأول
يتكون المسلسل من 30 حلقة من إنتاج تلفزيون دولة الكويت، والعرض الأول في رمضان كان لتلفزيون دولة الكويت، كما عرض على قناة فنون وتلفزيون قطر، وقناة أبوظبي.

## موقع التصوير
اختار طاقم العمل موقع مدينة خليفوة التراثية الكائنة بمنطقة الوفرة في الكويت لتصوير العمل لكونه تراثيا يعود بناءه إلى فترة الثلاثينات والأربعينات من القرن الماضي (1930 - 1940)، العمل تراثي تاريخي ويمثل حقبة من تاريخ الكويت لذلك هو مكلف من الناحية الإنتاجية لا سيما بناء الديكورات والاكسسوارات والأزياء والسيارات القديمة، وحتى في اختيار الممثلين.